# Wijken en buurten in Velsen
De Nederlandse gemeente Velsen is voor statistische doeleinden onderverdeeld in wijken en buurten. De gemeente is verdeeld in de volgende statistische wijken:
- Wijk 00 Velsen-Zuid en Driehuis (CBS-wijkcode:045300)
- Wijk 01 IJmuiden-Noord(CBS-wijkcode:045301)
- Wijk 02 IJmuiden-Zuid (CBS-wijkcode:045302)
- Wijk 03 IJmuiden-West (CBS-wijkcode:045303)
- Wijk 04 Zee-en Duinwijk (CBS-wijkcode:045304)
- Wijk 05 Velsen-Noord (CBS-wijkcode:045305)
- Wijk 06 Santpoort-Noord (CBS-wijkcode:045306)
- Wijk 07 Santpoort-Zuid (CBS-wijkcode:045307)
- Wijk 08 Velserbroek (CBS-wijkcode:045308)
- Wijk 09 Spaarndammerpolders (CBS-wijkcode:045309)

Een statistische wijk kan bestaan uit meerdere buurten. Onderstaande tabel geeft de buurtindeling met kentallen volgens het Centraal Bureau voor de Statistiek (2008):
| CBS-buurtcode | Buurtnaam                | Inwonertal | Opp. totaal (ha) | Opp. land (ha) | Ligging                |
| ------------- | ------------------------ | ---------- | ---------------- | -------------- | ---------------------- |
| BU04530000    | Velsen-Dorp              | 100        | 6                | 4              | Locatie in de gemeente |
| BU04530001    | Velserbeek               | 860        | 214              | 196            | Locatie in de gemeente |
| BU04530002    | Velsen-Oost              | 780        | 42               | 32             | Locatie in de gemeente |
| BU04530003    | Kapelbuurt               | 1410       | 48               | 48             | Locatie in de gemeente |
| BU04530004    | Kriemhildebuurt          | 780        | 15               | 15             | Locatie in de gemeente |
| BU04530005    | Driehuis-Dorp            | 1100       | 39               | 39             | Locatie in de gemeente |
| BU04530100    | Lagersbuurt              | 660        | 14               | 14             | Locatie in de gemeente |
| BU04530101    | Heidebuurt               | 1420       | 38               | 16             | Locatie in de gemeente |
| BU04530102    | Zeeheldenbuurt           | 1620       | 30               | 20             | Locatie in de gemeente |
| BU04530103    | Verzetsheldenbuurt       | 660        | 8                | 8              | Locatie in de gemeente |
| BU04530104    | Natuurkundigenbuurt      | 2210       | 20               | 20             | Locatie in de gemeente |
| BU04530105    | Kikvorsbuurt             | 660        | 8                | 8              | Locatie in de gemeente |
| BU04530106    | Stadhuisbuurt            | 700        | 11               | 11             | Locatie in de gemeente |
| BU04530200    | Tussenbekenbuurt         | 1960       | 22               | 22             | Locatie in de gemeente |
| BU04530201    | Vogelbuurt               | 590        | 16               | 16             | Locatie in de gemeente |
| BU04530202    | Bomenbuurt               | 730        | 8                | 8              | Locatie in de gemeente |
| BU04530203    | Velseroord               | 1200       | 16               | 16             | Locatie in de gemeente |
| BU04530204    | Paterskerkbuurt          | 630        | 6                | 6              | Locatie in de gemeente |
| BU04530205    | Schildersbuurt           | 480        | 7                | 7              | Locatie in de gemeente |
| BU04530206    | Rivierenbuurt            | 2060       | 29               | 29             | Locatie in de gemeente |
| BU04530300    | Moerbergbuurt            | 490        | 9                | 9              | Locatie in de gemeente |
| BU04530301    | Vissersbuurt             | 1910       | 26               | 26             | Locatie in de gemeente |
| BU04530302    | Oud-IJmuiden             | 2280       | 108              | 76             | Locatie in de gemeente |
| BU04530303    | Zuidzijdebuurt           | 160        | 162              | 159            | Locatie in de gemeente |
| BU04530400    | Herculesbuurt            | 1590       | 21               | 21             | Locatie in de gemeente |
| BU04530401    | Canopusbuurt             | 1160       | 12               | 12             | Locatie in de gemeente |
| BU04530402    | Saturnusbuurt            | 1940       | 39               | 39             | Locatie in de gemeente |
| BU04530403    | Schiplaanbuurt           | 1280       | 13               | 13             | Locatie in de gemeente |
| BU04530404    | Bellatrixbuurt           | 1050       | 13               | 13             | Locatie in de gemeente |
| BU04530405    | Kruisbergbuurt           | 1180       | 16               | 16             | Locatie in de gemeente |
| BU04530406    | Keetbergbuurt            | 1890       | 227              | 208            | Locatie in de gemeente |
| BU04530500    | Gildenbuurt              | 1390       | 48               | 48             | Locatie in de gemeente |
| BU04530501    | Westerwijkbuurt          | 280        | 703              | 625            | Locatie in de gemeente |
| BU04530502    | Van Gelderbuurt          | 740        | 60               | 52             | Locatie in de gemeente |
| BU04530503    | Duinvlietbuurt           | 950        | 13               | 13             | Locatie in de gemeente |
| BU04530504    | Watervlietbuurt          | 1120       | 63               | 62             | Locatie in de gemeente |
| BU04530505    | Wijkermeerbuurt          | 560        | 120              | 91             | Locatie in de gemeente |
| BU04530600    | Kerkpadbuurt             | 640        | 33               | 33             | Locatie in de gemeente |
| BU04530601    | Biezenbuurt              | 600        | 74               | 74             | Locatie in de gemeente |
| BU04530602    | West Indische buurt      | 530        | 8                | 8              | Locatie in de gemeente |
| BU04530603    | Santpoort-Dorp           | 970        | 14               | 14             | Locatie in de gemeente |
| BU04530604    | Bloemenbuurt             | 1040       | 34               | 34             | Locatie in de gemeente |
| BU04530605    | Kerkerinkbuurt           | 960        | 9                | 9              | Locatie in de gemeente |
| BU04530606    | Spanjaardsbergbuurt      | 830        | 955              | 944            | Locatie in de gemeente |
| BU04530607    | Santhaesbuurt            | 1320       | 24               | 24             | Locatie in de gemeente |
| BU04530700    | Neethofbuurt             | 870        | 64               | 64             | Locatie in de gemeente |
| BU04530701    | Rijkersparkbuurt         | 560        | 47               | 47             | Locatie in de gemeente |
| BU04530702    | Blekersbuurt             | 1470       | 23               | 23             | Locatie in de gemeente |
| BU04530703    | Eltabuurt                | 320        | 88               | 86             | Locatie in de gemeente |
| BU04530800    | Hofgeest                 | 100        | 65               | 65             | Locatie in de gemeente |
| BU04530801    | Kampbuurt                | 1420       | 24               | 24             | Locatie in de gemeente |
| BU04530802    | Weidbuurt                | 1980       | 42               | 42             | Locatie in de gemeente |
| BU04530803    | Peilkruidbuurt           | 2300       | 19               | 19             | Locatie in de gemeente |
| BU04530804    | Buurt 84                 | 2180       | 26               | 25             | Locatie in de gemeente |
| BU04530805    | Buurt 85                 | 2280       | 30               | 29             | Locatie in de gemeente |
| BU04530806    | Buurt 86                 | 990        | 25               | 25             | Locatie in de gemeente |
| BU04530807    | Buurt 87                 | 5180       | 70               | 69             | Locatie in de gemeente |
| BU04530808    | Buurt 88                 | 90         | 31               | 31             | Locatie in de gemeente |
| BU04530809    | Buurt 89                 | 90         | 83               | 59             | Locatie in de gemeente |
| BU04530900    | Noord Spaarndammerpolder | 40         | 364              | 298            | Locatie in de gemeente |
| BU04530901    | Zuid Spaarndammerpolder  | 180        | 513              | 409            | Locatie in de gemeente |